# Dani Franque
Dani Franque (Antwerpen, 28 maart 1932 - Saint-Saturnin-lès-Apt, 1989) was een Belgische kunstenares, gespecialiseerd in het maken van keramiek. Als kunstkeramiste was ze actief in de jaren 1950 in Antwerpen.

## Biografie

### Privéleven
Dani Franque groeide als enig kind op in een creatief gezin.:184 Haar vader werkte als ingenieur en ontwerptekenaar voor een Belgische motoren- en autofabriek en haar moeder was actief als naaister, waarbij ze graag artistiek aan de slag ging door onalledaagse kleedjes uit kostbare materialen te ontwerpen voor zichzelf en haar dochter.:184
In 1951 ontmoette ze Jef Verheyen tijdens haar opleiding aan de Koninklijke Academie voor Schone Kunsten van Antwerpen. Reeds datzelfde jaar begon ze een relatie met hem, gevolgd door een huwelijk in 1956.
Tijdens haar studie reisde ze veel met Verheyen, vaak om ervaring op te doen. Naast de theoretische en praktische opleiding hechtte ze belang aan het bekijken en beleven van keramiek, zoals het een gedreven student betaamt. In 1952 trokken Franque en Verheyen per autostop naar Spanje en gingen eind datzelfde jaar naar Vallauris, gelegen in het Zuidoosten van Frankrijk, niet ver van de Italiaanse grens. Deze stad in het zuiden van Frankrijk staat bekend als kunstenaarskolonie voor keramiek. Een belangrijke reden hiervoor is de lokale kleisoort, die niet enkel van goede kwaliteit, maar ook vuurvast is.:82-88 In dit kunstenaarsstadje legde ze zich verder toe op de creatie en restauratie van keramiek. Hier ging ze in de ateliers van de Franse keramist Jean Rivier (1915-2017) aan de slag. Bovendien waren er in Vallauris twee algemene tendensen opvallend; enerzijds een belangstelling voor dierlijke onderwerpen en anderzijds één voor geometrische decoraties.:27-31 Naar alle waarschijnlijkheid werd Franque hier geïnspireerd om ook in haar werken die verwijzing naar het dierlijke te implementeren. Een aantal van haar keramiekstukken, vervaardigd na de Vallaurisperiode, vertonen een creatief omspringen met animale vormen. Haar verblijf hier verruimde haar inzicht en kunstzin en gaf de nodige ervaring om professioneel te starten in het veld van de kunstkeramiek. Ook ging ze gedurende de hele jaren ’50 vaak naar Parijs om er onder andere het Musée Guimet te bezoeken. Dit Franse museum met een indrukwekkende collectie Aziatische kunst, waaronder verscheidene keramische objecten, was een grote inspiratiebron.
In 1972 kocht het gezin Verheyen-Franque een huis in Saint-Saturnin-lès-Apt, een gemeente in het Zuid-Franse Vaucluse (departement), waar ze zich officieel vestigden in de zomer van 1974. Ze hanteerden er het principe van een ‘open huis’, waarbij familie, maar ook vrienden, kennissen en artiesten vrij mochten langskomen en indien gewenst blijven logeren.:190-191 Dani Franque overleed in 1989 op 57-jarige leeftijd na een zware strijd tegen kanker in hun huis in Frankrijk.

### Opleiding
Na het lager onderwijs genoot Franque een eerste vorming in een kunstschool en uiteindelijk richtte ze zich volledig op het creatieve wanneer ze met haar opleiding startte aan de Koninklijke Academie voor Schone Kunsten van Antwerpen.:184 Haar opleiding was breed en omvatte lessen in onder andere tekenen, schilderen, graveerwerk en keramiek.:184 Haar vorming aan de Antwerpse Academie was van groot belang. Hier besliste ze om keramiste te worden en leerde ze medestudenten kennen die een belangrijke rol zouden gaan spelen in haar leven en carrière. Samen met andere studenten uit haar klas moedigde ze de Academie aan om dieper in te gaan op een vorming in keramiek en mede door haar toedoen ontstond er vanaf 1953 een keramiekklas. Olivier Strebelle (1927-2017), toen 27 jaar, werd bijgevolg aangesteld als leerkracht door de Antwerpse Academie om keramiekles te geven. Onder hem ontplooiden zijn leerlingen – waaronder Paul Ausloos, Louise Servaes, Lutgart De Meyer, Jan Dries, Willy Meysmans, Jef Verheyen, Jan Van de Kerkhove en Theo Melens - zich snel. Net als hun leraar sloegen ze de abstracte en geometrische weg in. Dat was het begin van de befaamde Antwerpse keramiekklas, waarbij Strebelle als docent deze volgende generatie keramisten kon opleiden en de kunsttak op die manier kon laten groeien. België kende namelijk nog geen lange traditie van kunstkeramiek met vernieuwende en hedendaagse vormen. Franque droeg er bijgevolg aan bij om de keramische kunstdiscipline uit het louter utilitaire en functionele te bevrijden en het hiernaast ook een autonome artistieke waarde aan te meten. Keramiek evolueerde zo tot een volwaardig artistiek medium binnen de schone kunsten met zowel figuratieve als abstracte uitingen.
Franque studeerde af in 1954 aan het Nationaal Hoger Instituut voor Schone Kunsten, dat sinds 1885 verbonden was aan de Academie.:188

### Carrière
In 1954 richtte Dani Franque samen met Jef Verheyen, Marina van Acker en Blanca Olmedo een eigen keramiekatelier en -winkel op in Antwerpen. Het bevond zich in de Rubensstraat 14, recht tegenover het Rubenshuis, en kreeg de naam L’Atelier 14, verwijzend naar het huisnummer van het gebouw.:186 De officiële opening vond plaats op 21 juli 1955. Ze hadden dit samen opgestart zonder al te veel financiële middelen, maar al vanaf de opening sprak de pers vol lof over deze creatieplek van waardevol keramiek.

Er bestaat een nieuwe kunstindustrie in onze stad. Ze is buitengewoon sympathiek. Dat is ten minste iets nieuws. Wij kwamen toevallig binnen in de Galerij 14. Deze ligt in de Rubensstraat, nummer 14, tegenover het pand van de geniale schilder Rubens. Drie jonge mensen treffen wij er aan. Ze praten niet veel. Ze zijn zakelijk. Ze kennen hun vak. In de tweede kamer staat een ultra-moderne bakoven. Daar gaan de ceramiek-voorwerpen in, die te voren met de hand werden beschilderd. Heerlijke motieven. Ultra-moderne vormen, waarvan sommige doen denken aan de wereldberoemde Henry Moore. De ceramiek is zo oud als de cultuur van de mens. Maar toch is dat wat Galerij 14, Rubensstraat 14, te bieden heeft, hyper-modern. Het gaat daar uitsluitend over <pièces uniques>. Dit heeft voor gevolg dat iedere particulier zijn huis kan versieren met potten en vazen, die hij zelf uitkiest, zodat hij zijn tehuis een persoonlijk cachet zal kunnen geven. [...] Nu komt daar een nieuw adres bij: het is van zilver. Rubensstraat, 14, waar U een kijk moet nemen voor uw eigen binnenhuis-versiering in zake ceramiek-voorwerpen, en ook voor grote stukken voor de tuin, voor ruime kamers. […] Wij wensen de promoters van Galerij 14 in de Rubensstraat van harte geluk en hopen dat zij groot succes tegemoetgaan. Wij komen wel terug op deze zaak.

Drie jonge mensen, trouw blijvend aan hun artistieke idealen werken er met klei, glazuur en bakoven aan de vervaardiging van siervazen en gebruiksvoorwerpen, schalen en juwelen zonder hun arbeid te willen industrialiseren. D.w.z. dat het hen voor alles om de schoonheid, om het unieke, en niet om het getal te doen is. Derhalve ook niet om de winst, wel om de mogelijkheid te kunnen leven en in volle onafhankelijkheid hun kunstambacht uit te oefenen. […] Hun werk, waarop de drie scheppers langzamerhand elk hun eigen stempel drukken, munt echter uit door een zuiverheid van lijn, sierlijk en streng tegelijk, en een getemperde rijkdom in de toonschaal van de glazuren. Eerbied en liefde voor het materiaal is doorlopend te onderkennen en het daarmee gepaard gaande smaakgevoel stempelt deze ceramiek-voorwerpen tot waardevolle objecten die tenminste geen aanfluiting zijn voor onze estetische [sic] ontvankelijkheid.

Vanaf 1956 nam zij met haar keramiek ook deel aan verschillende tentoonstellingen en salons in België. Zo exposeerde ze onder meer verscheidene keren in het Museum voor Sierkunst te Gent en in het Sterckshof te Deurne. Verder was er ook de tentoonstelling 'Scheppend Ambacht in de Provincie Antwerpen' die aansloot bij de Wereldtentoonstelling Expo 58 waar Franque één van de tentoonstellende jonge keramiekkunstenaars was.

## Techniek

### Handopbouw - Colombintechniek
Dani Franque hanteerde de handopbouwtechniek, ook wel Colombin techniek genoemd, een eeuwenoude methode vernoemd naar Jean Colombin. Deze kunsttechniek, waarbij er geen draaischijf benut wordt, is al sinds de prehistorie in gebruik en vereist grote kunde en geduld. Via de handopbouw konden vrije keramische sculpturen vervaardigd worden, waarbij talrijke vormen in een vrije compositorische opbouw met de hand ontstonden. Door deze techniek te hanteren, maakte Franque kunstobjecten die tegelijk fragiel alsook authentiek waren. De bewuste keuze voor handopbouw zorgt ervoor dat al haar stukken uniek en op een bepaalde manier herkenbaar zijn. Het gebruik van de Colombin techniek valt namelijk op wegens het asymmetrische voorkomen en de afwezigheid van de typische draaibeweging die het pottenbakkerswiel anders op keramiek nalaat.

### Engobe
Naast het opbouwen en vormgeven van de keramiek met de hand, maakte Franque voor de decoratie van haar stukken gebruik van de engobetechniek. Dit procédé voorziet keramiek, indien gewenst, van kleur. Engobe is een combinatie van klei vermengd met water. Het kleislib kan vervolgens puur, of gemixt met pigmenten voor een specifieke kleur, op de keramiek worden aangebracht. Dit kleuren met klei is mogelijk op nat materiaal, maar het beste stadium waarin het aangebracht wordt, is wanneer de klei lederhard is (wanneer de klei al even gedroogd is, maar nog steeds vochtig aanvoelt). Engobe kan op allerhande manieren aangebracht worden, zoals onder andere schilderen, spuiten of zeefdrukken, wat creatieve ornamenten mogelijk maakt. Daarnaast geeft het de mogelijkheid om zowel transparant als dekkend te werken door meer of minder lagen kleislib toe te voegen. Hierom verkoos Franque deze decoratietechniek boven een andere veelgebruikte kleurtechniek, het glazuren. Ze wilde graag transparant werken en engobe leende hier beter toe dan glazuur, dat sowieso heel dekkend is en bovendien pas aangebracht kan worden na het bakken van de keramiek. Dit leidde er echter niet toe dat ze nooit met glazuur werkte.
Bij Franques keramiek is er nooit sprake van felle of schreeuwerige kleuren, want ze gaf een voorkeur aan aardetinten en verschillende nuanceringen van het witte spectrum. Opvallend is de terugkeer van de kleur blauw, waarbij ze haar stukken ter afwisseling met verschillende blauwe kleurtoetsen decoreert.

## Oeuvre
Franques keramisch oeuvre strekt zich uit van gebruiksvoorwerpen, zoals setjes van kannen en kopjes, borden, schalen, vazen en asbakken, tot designstukken zoals spiegels en salontafels, waarvan zij de keramische tegels vervaardigde. Verder gebruikte ze klei ook als instrument voor het scheppen van zowel figuratieve als abstracte sculpturen. Ook bezat Franque kennis van de productie van keramische juwelen. Al haar werken bevatten vaak specifieke karakteristieken, waardoor ze makkelijk tot haar persoon terug te brengen zijn. Zo heeft ze veel stukken vervaardigd die op kleine pootjes staan, zoals verscheidene asbakken of andere kleine potjes. Meestal gaat het over drie of vier voetstukjes die het keramiekstuk ondersteunen. Die herkenbare stijl valt door te trekken naar haar werken met een dierlijke vorm. Bovendien was, in Franques geval, het hele maakproces bijzonder tactiel en erop gericht een uiterst verfijnd resultaat te bekomen. Ze was perfect in staat om uiterste verfijndheid en elegantie in haar werken te leggen.
Keramiek leent zeer goed tot het vervaardigen van alledaagse gebruiksvoorwerpen, maar Franque zocht ook de grenzen van het medium op. Zo gebruikte ze klei ook als instrument voor het scheppen van zowel figuratieve als abstracte sculpturen. Haar zogenaamde mammiks zijn hier een uitstekend voorbeeld van. Het zijn kleine figuratieve sculptuurtjes, waarbij de Meso-Amerikaanse indrukken van de Mayacultuur en Azteekse kunst niet te weerzien vallen. Naast deze plastische creaties sloeg ze ook de weg richting het abstracte in en bezat Franque ook kennis van de productie van keramische juwelen.
Franque signeerde zo goed als altijd haar werken met naam en creatiedatum, echter zonder consequent dezelfde tag te hanteren. Soms schreef ze ‘dani’, andere keren dan weer ‘franque’ of gewoon ‘D.F.’.